# Генри, Эндрю (торговец мехом)
Эндрю Генри (англ. Andrew Henry; 1775—1832) — американский траппер и торговец мехом.

## Биография
Эндрю Генри родился приблизительно в 1775 году в округе Фейетт, Пенсильвания. В возрасте 20 лет он переезжает сначала в город Нашвилл, Теннесси, а затем на Запад, на территорию Французской Луизианы.
В 1809 году Генри, совместно с Мануэлем Лизой, Уильямом Кларком и Жан-Пьером Шуто, основывает Миссурийскую меховую компанию. Вскоре он возглавил экспедицию в горы Монтаны, где построил форт Генри. В 1811 году Генри исследовал территорию современных американских штатов Монтана и Айдахо.
Из-за враждебного отношения черноногих, которые убили нескольких трапперов, он в январе 1812 года возвращается в Сент-Луис. Во время Англо-американской войны Генри вступает в армию и дослуживается до чина майора. В 1818 году он женится на Мэри Флемминг, дочери одного из владельцев свинцовых шахт.
В 1822 году он вместе с Уильямом Эшли, набирает группу из 100 молодых людей для экспедиции вверх по реке Миссури. Осенью и зимой 1823 года состоялась первая организованная ловля пушных зверей, в которой участвовали служащие Меховой компании Скалистых гор. Сам Генри возглавил партию трапперов из 150 человек и повёл их до устья реки Йеллоустон, где построил торговый пост и назвал его Форт-Генри. В 1824 году он окончательно вернулся в Сент-Луис.
Эндрю Генри скончался 10 января 1832 года.